# Lacs Laberge
Pour les articles homonymes, voir Laberge.
Pour l’article ayant un titre homophone, voir Lac Laberge.
Les lacs Laberge forment un plan d'eau situé dans le quartier de l'Aéroport, dans l'arrondissement de Sainte-Foy-Sillery-Cap-Rouge, à Québec.

## Géographie
On y distingue deux bassins divisés par un petit chemin : le petit lac et le grand lac Laberge. Le petit lac possède une forme rectangulaire et accueille une petite plage. Les berges du grand lac sont tantôt rectangulaires, tantôt irrégulières. La profondeur maximale varie entre 7,3 et 7,6 mètres. Son temps de renouvellement est d'environ 11 ans.
Les lacs Laberge ne possèdent ni affluent ni effluent et leur bassin versant s'étend seulement sur quelques mètres, ce qui fait que la nappe phréatique et les précipitations sont leurs seules sources d'alimentation. Les lacs sont inclus dans le sous-bassin de la rivière Lorette.
Un boisé s'étend au nord des deux lacs, tandis qu'au sud on retrouve les installations de la base de plein air de Sainte-Foy.

## Histoire
En 1802, Joseph Laberge s'installe à La Suète, une zone de basse terre plutôt marécageuse située au nord du coteau de Sainte-Foy,. La famille Laberge y exploitera une carrière de gravier sur plusieurs générations. Depuis les années 1960, la carrière est remplie d'eau et est devenue un lac de plaisance.

## Attraits
Les lacs Laberge sont le cœur de la base de plein air de Sainte-Foy. L'endroit est prisé pour l'observation d'oiseaux et les sports nautiques comme le canotage ou la baignade. Enclavés dans une zone industrielle de la ville, les lacs sont cependant inclus dans un vaste parc paisible et facilement accessible par route.